# Бавено
Бавено (итал. Baveno) — коммуна в Италии, располагается в регионе Пьемонт, в провинции Вербано-Кузьо-Оссола. Город расположен на западном берегу озера Лаго-Маджоре в 13 милях от Ароны.
Население составляет 4874 человека (2008 г.), плотность населения составляет 283 чел./км². Занимает площадь 17 км². Почтовый индекс — 28831. Телефонный код — 0323.
Покровителями коммуны почитаются святые Гервасий и Протасий, празднование 19 июня.

## Демография
Динамика населения:

## Города-побратимы
- Надур, Мальта

## Галерея

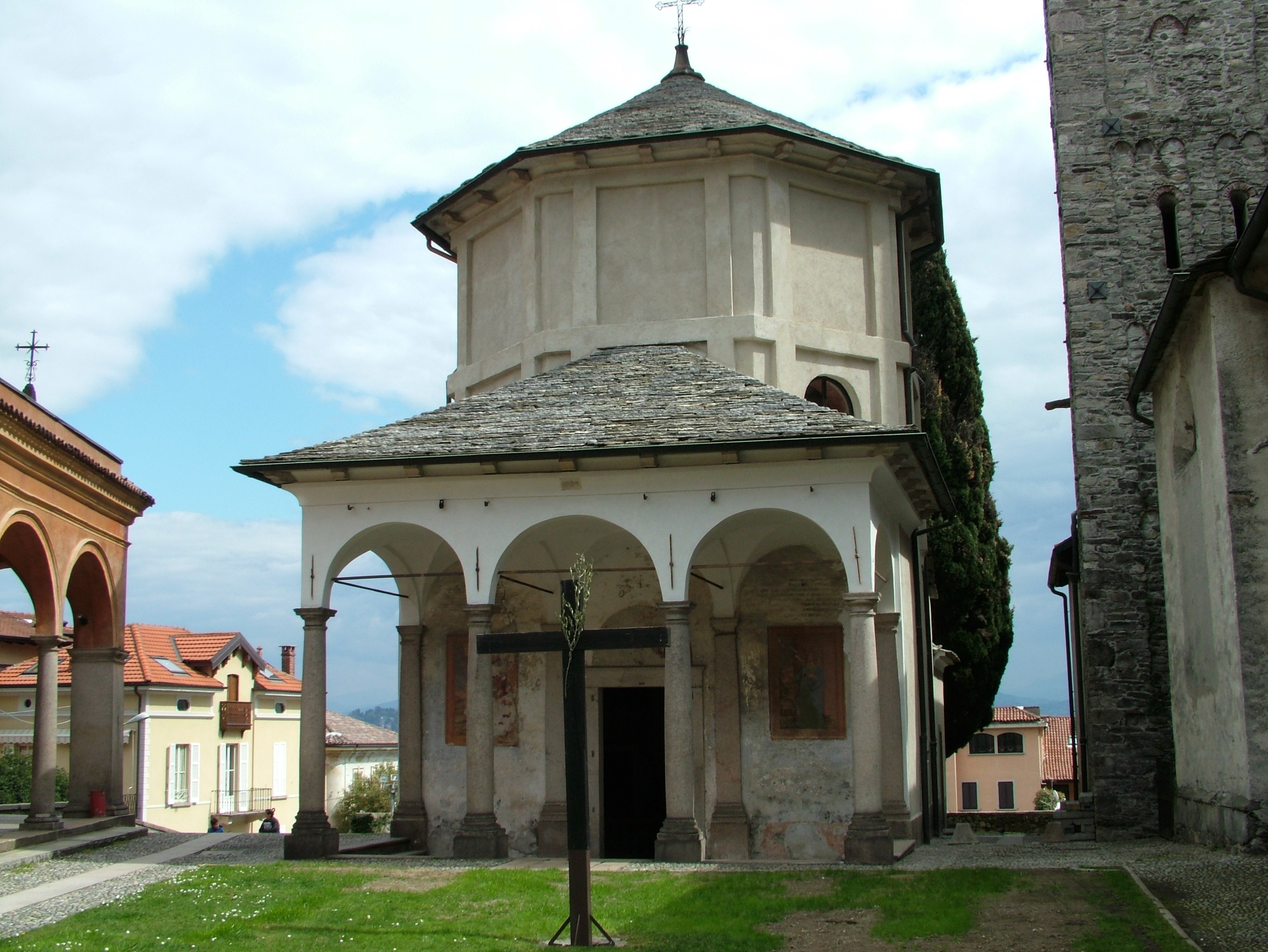
Крестильня
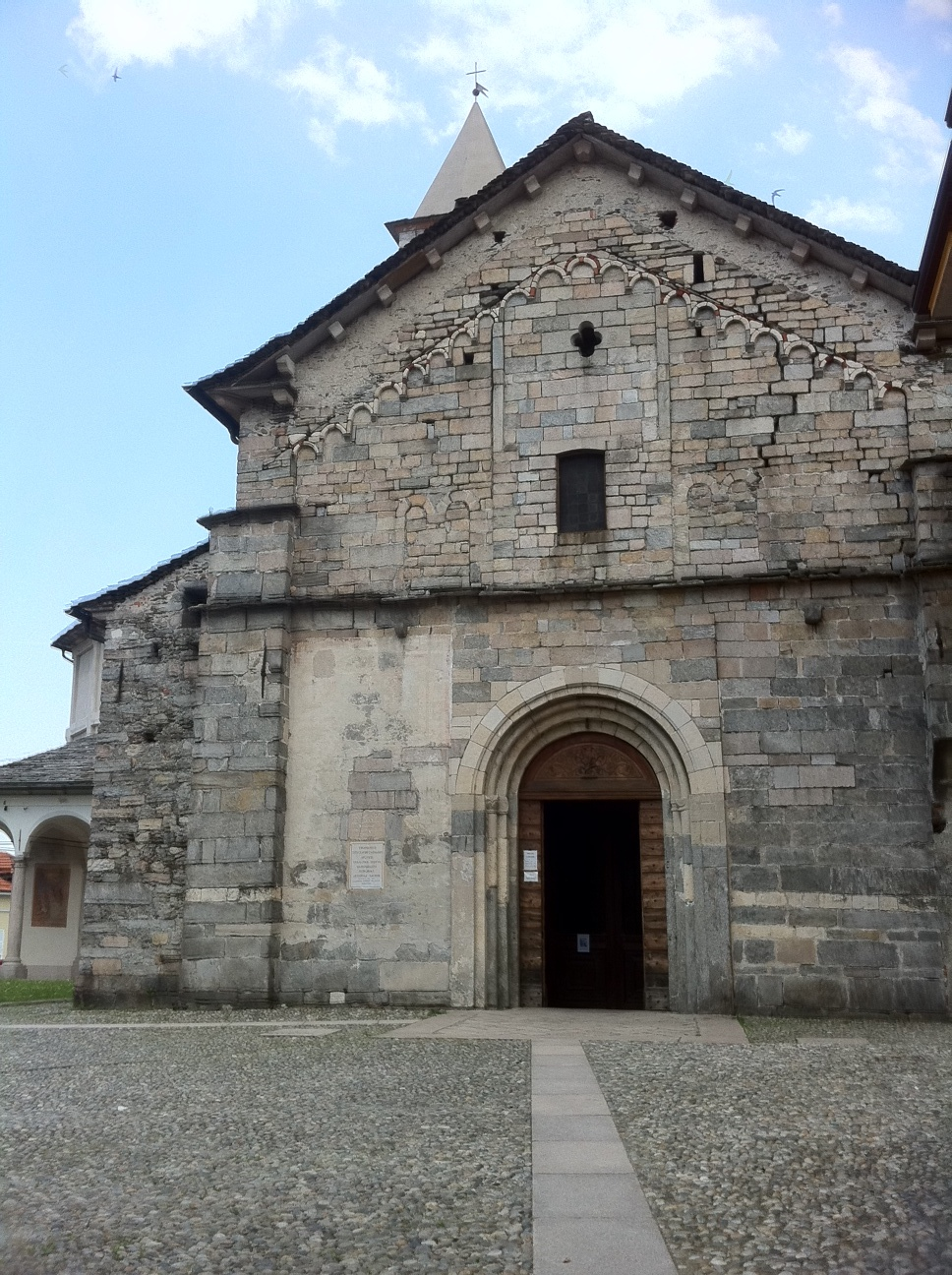
Храм Геврасия и Протасия
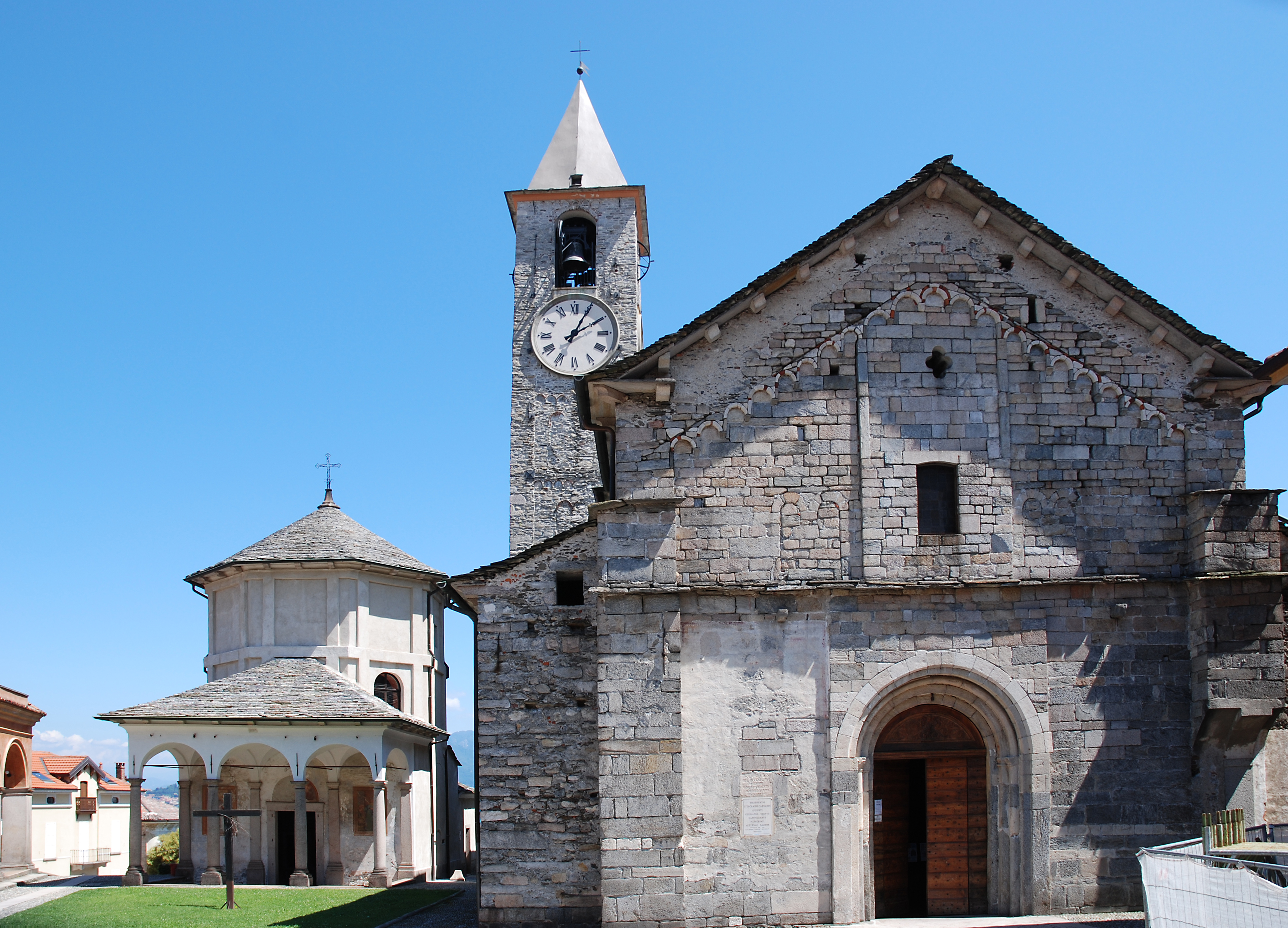
Храм свв. Геврасия и Протасия с крестильней
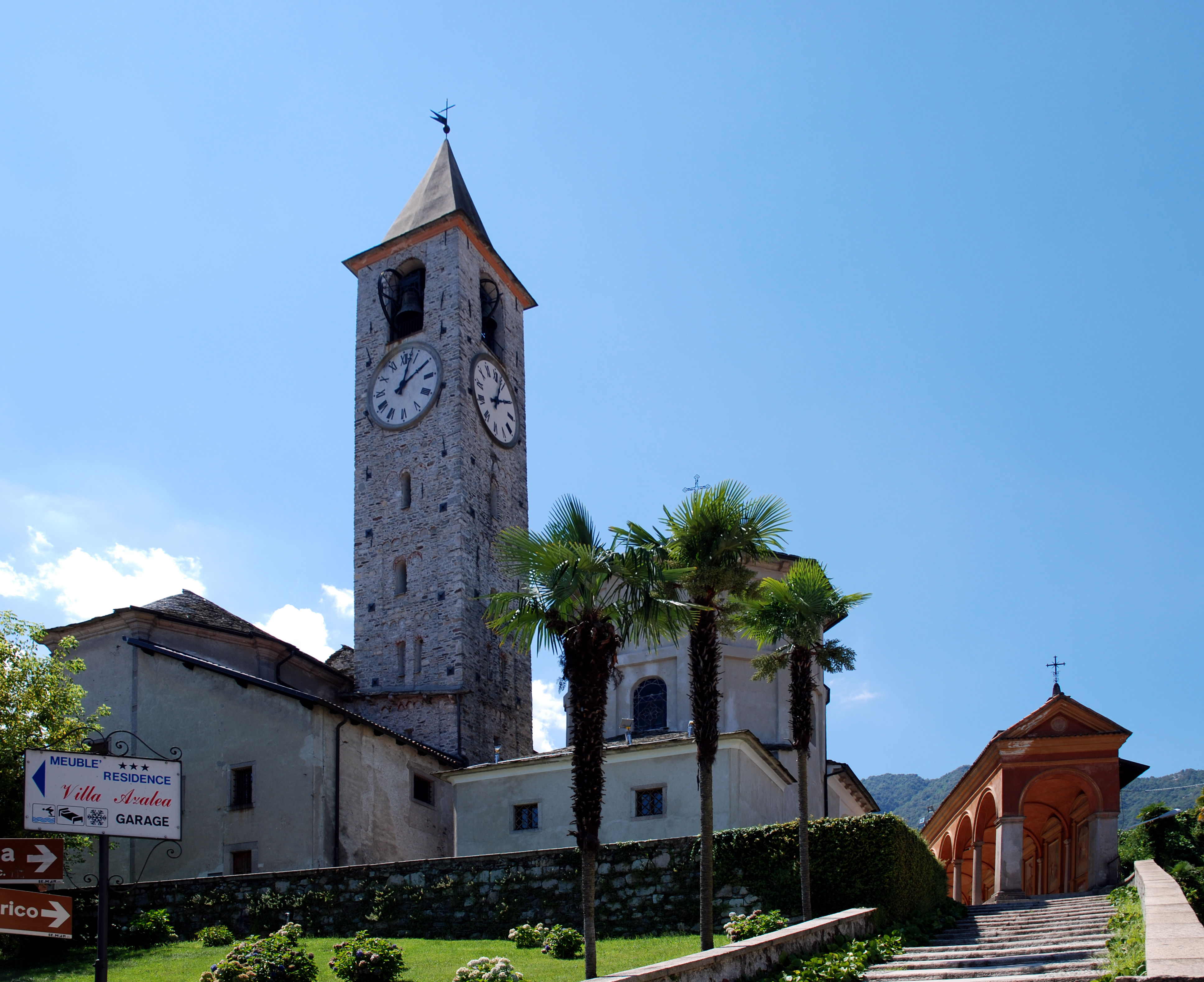
Колокольня
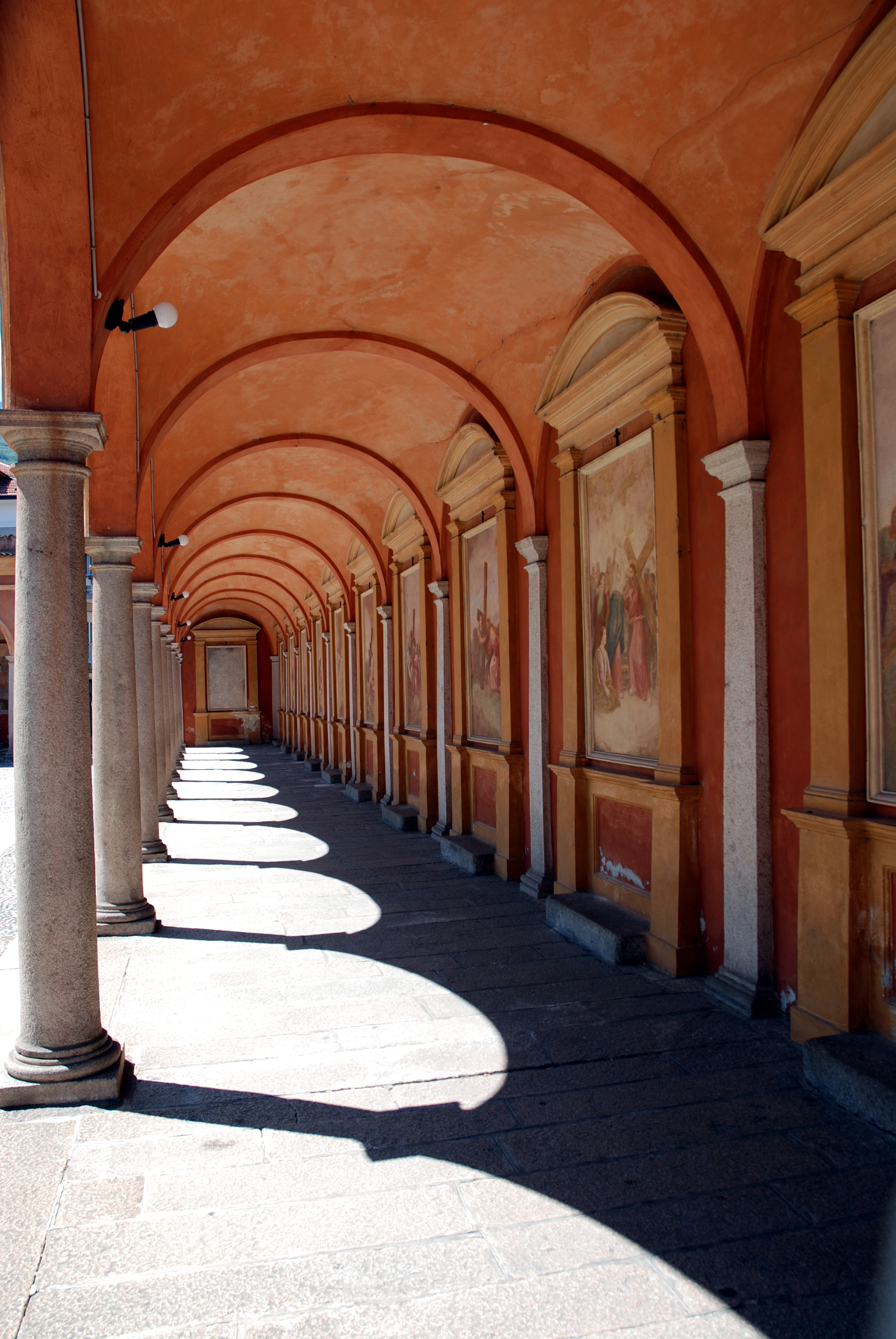
Портик на Via Crucis

## Администрация коммуны
- Официальный сайт: http://www.comune.baveno.vb.it/